# Радж'явардхана II
Радж'явардхана II (д/н — 606) — 2-й магараджахіраджа Стханвішвари в 605—606 роках.

## Життєпис
Походив з династії Пуш'ябхуті. Старший син магараджахіраджи Прабхакаравардхани і Ясоматі в Другої династії Авлікара. Відомостей про нього обмаль, більшість міститься в згадках поета Банабхати і китайського мандрівника Сюаньцзана.
605 року після смерті батька успадкував трон. Невдовзі стикнувся з ворожою коаліцією Шашанки, магараджи Гауди, та Кумарагупти, правителя Східної Малви. Вони спочатку атакували швагра і союзника Радж'явардхани II — Грахавармана, правителя Каннауджа, який загинув 605 року. В полон потрапила Раджіяшрі, сестра Радж'явардхани II. Останній на чолі 10-тисячного війська завдав поразки кумарагупті, що загинув. 
606 року проти Шашанки. Той, не маючи змоги протидіяти з огляду виступив проти нього також Мадавагупти зі Східних Гуптів, запросив на перемовини Радж'явардхану II, якого тут було підступно вбито. Трон перейшов до його молодшого брата Харши.